# کوه جاور
کوه جاور (به لاتین: Jawor) یک کوه در لهستان است. کوه جاور ۷۴۱ متر بالاتر از سطح دریا واقع شده‌است.
این کوه در فلاح تهران واقع شدت است